# Diego Pellegrino
Fernando Diego Pellegrino (Vicente López, 31 marzo 1986) è un ex calciatore argentino, di ruolo portiere.